# Никола-Бой
Никола-Бой — село Борисоглебского района Ярославской области, входит в состав Андреевского сельского поселения, относится к Яковцевскому сельскому округу.

## География
Расположено в 11 км на север от центра поселения деревни Андреевское и в 17 км на северо-восток от райцентра посёлка Борисоглебский.

## История
Название села «бой», «на бою», как полагают, происходит от того, что в 1434 году на этом месте происходила ожесточенная битва между Юрием Дмитриевичем Шемякой и великим князем Василия Темным, причем Юрий одолел и сел на великое княжение. 
В XV веке здесь находился мужской монастырь, который упразднен в 1760 году. Все здания в то время в нем деревянные; в 1598 году монастырь сильно пострадал от пожара, причем сгорела и церковь бывшая во имя Введения во храм. Затем во время польского нашествия монастырь был разграблен, но однако возобновился; наконец, в XVII веке монастырь опять погорел, после чего и был приписан к ростовскому Яковлевскому монастырю, за которым и числился до времени своего упразднения. Каменная пятиглавая церковь в связи с колокольней была построена на месте монастыря в 1801 году с двумя престолами: Святителя Николая и Введения во храм.
В конце XIX — начале XX века село входило в состав Ильинской волости Ярославского уезда Ярославской губернии. В 1883 году в селе было 15 дворов.
С 1929 года село являлось центром Николо-Бойского сельсовета Борисоглебского района, с 1954 года — в составе Яковцевского сельсовета, с 2005 года — в составе Андреевского сельского поселения.

## Население
| 1859 | 1883 | 1914 | 2007 | 2010 |
| ---- | ---- | ---- | ---- | ---- |
| 111  | ↗134 | ↘110 | ↘6   | ↗9   |

## Достопримечательности
В селе расположена действующая Церковь Николая Чудотворца (1801).